# Condiția umană
Condiția umană reprezintă „caracteristicile, evenimentele cheie și situațiile care alcătuiesc elementele esențiale ale existenței omului, precum nașterea, creșterea, afectivitatea, aspirația, contradicția și mortalitatea”. Ea este un subiect foarte vast, care a fost și continuă să fie cântărit și analizat din mai multe perspective, inclusiv din cele ale religiei, filosofiei, istoriei, artei, literaturii, antropologiei, psihologiei și biologiei.
Ca termen literar, „condiția umană” este folosită de obicei în contextul unor subiecte ambigue, cum ar fi sensul vieții sau problemele morale.

## Câteva perspective
Fiecare religie majoră are convingeri ferme cu privire la condiția umană. De exemplu, învățăturile budiste susțin că viața este un ciclu nesfârșit al suferinței, morții și renașterii, din care oamenii pot fi eliberați prin Nobila cale octuplă. Mulți creștini cred că oamenii se nasc în starea de păcătoși și vor fi damnați în viața de apoi dacă nu vor fi mântuiți prin credința în Isus Hristos.
Filosofii au oferit mai multe perspective. Un influent punct de vedere antic este cel din dialogul Republica, în care Platon a analizat întrebarea „ce este dreptatea?” și a susținut că acesta nu este o chestiune ce-i privește pe indivizi, ci societatea ca un întreg, determinându-l să-și imagineze o situație utopică. Două mii de ani mai târziu, René Descartes a afirmat „gândesc, deci exist” deoarece credea că mintea omenească, în special rațiunea, este principalul factor determinant al adevărului; pentru aceasta el este considerat deseori ca părinte al filosofiei moderne. O astfel de școală modernă, existențialismul, încearcă să explice și să reducă dezorientarea și confuzia unui individ într-un univers considerat a fi absurd.
Mai multe opere literare oferă o perspectivă asupra condiției umane. Un exemplu celebru este monologul „Lumea-ntreagă e o scenă” al lui Shakespeare, care rezumă meditativ șapte etape ale vieții omenești.
Psihologia are multe teorii, cum ar fi ierarhia nevoilor a lui Maslow și noțiunea de criză de identitate. Ea are, de asemenea, diferite metode cum ar fi logoterapia dezvoltată de psihiatrul supraviețuitor al Holocaustului Viktor Frankl care are scopul de a găsi și a da sens vieții omului. O altă metodă, terapia cognitiv-comportamentală, a devenit un tratament pe scară largă pentru depresia clinică.
Încă din 1859, când Charles Darwin a publicat Originea speciilor, teoria biologică a evoluției a dobândit un rol semnificativ. Teoria lui Darwin susține că specia umană are legături cu toate celelalte specii, vii și dispărute, și că selecția naturală este principalul factor de supraviețuire. Această teorie a constituit baza unor noi teorii precum darwinismul social și unor noi tehnologii, ca, de exemplu, antibioticele.

## Folosirea termenului
Cele mai cunoscute folosiri ale termenului „condiție umană” sunt în romanul Condiția umană al lui André Malraux, în pictura La Condition Humaine a lui René Magritte, în cartea de filosofie politică a lui Hannah Arendt și în trilogia cinematografică a lui Masaki Kobayashi.